# Vicente Calatayud Bonmatí

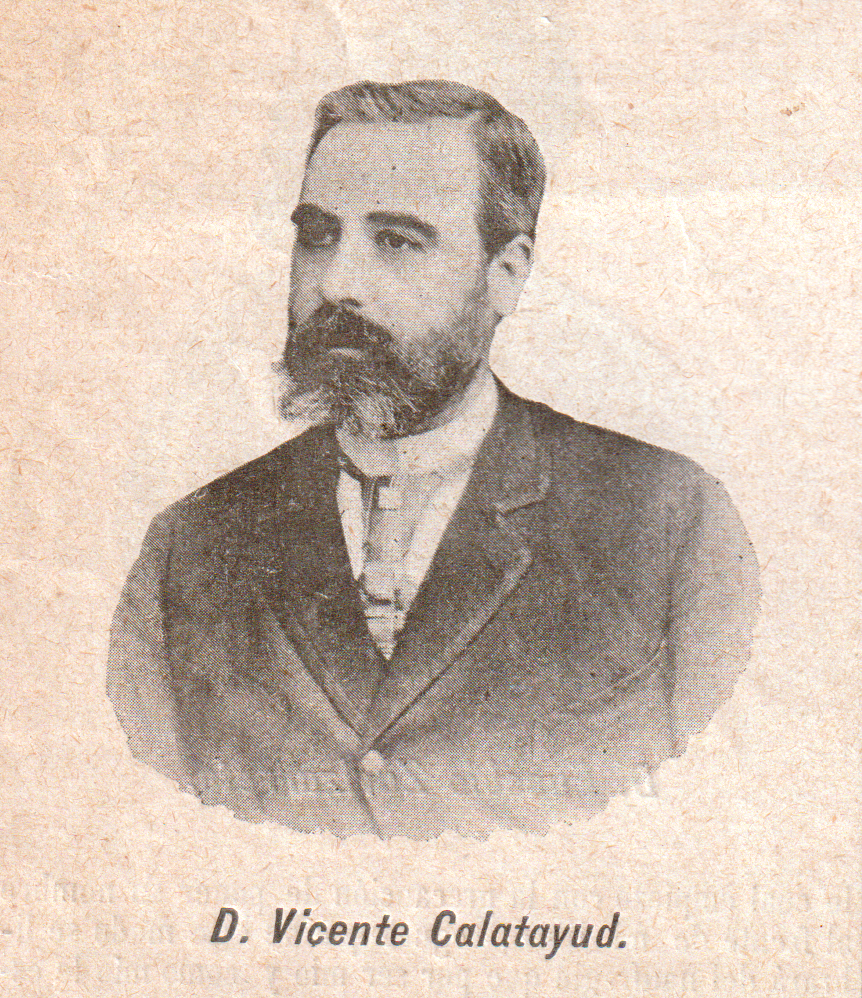
Vicente Calatayud

Vicente Calatayud Bonmatí (Aspe, 18 de octubre de 1846, Aspe, 25 de julio de 1909) fue un latinista, teólogo y periodista español.

## Biografía
Era hijo de Vicente Calatayud Bonmatí y su esposa Bárbara Bonmatí y Caparrós. Un tío suyo, Antonio Bonmatí y Caparrós, fue un destacado cantonalista de Cartagena.
Estudió Teología en el seminario de Orihuela y después Filosofía y Letras, ganando por oposición en 1877 la cátedra de Latín del Instituto General y Técnico de Mahón, pasando al año siguiente al de Orense y en 1879 al de Alicante.
En su faceta política, fue jefe de los carlistas de la provincia de Alicante durante la década de 1890. Fundó y dirigió en Alicante el periódico El Semanario Católico y colaboró también en los periódicos El Alicantino en 1888 y El Nuevo Alicantino en 1895. Fue vicepresidente de la Sección de Industria de la Sociedad Amigos del País de Alicante, además de miembro de la Asamblea Regionalista Valenciana, en la que participó en la Comisión de Derechos.
En 1892 pidió su traslado al Instituto de Valencia, y recién llegado, colaboró con el Padre José Domingo Corbató en la fundación del periódico católico El Valenciano y más tarde del diario tradicionalista El Regional. También presidió el Círculo tradicionalista de Valencia. Fue asimismo síndico del Ayuntamiento de Valencia. Como político tradicionalista, se presentó a diputado a Cortes en 1893 y en 1896, pero no logró obtener acta.
Estuvo casado con Josefa Gil Lozano, con quien tuvo por hijos a Vicente, Dolores, Francisco, Asunción, José, Pablo, Manuel y Carlos Calatayud Gil (1893-1980). Este último fue también colaborador de la prensa carlista y posteriormente Secretario Provincial de F.E.T. y de las JONS en Ciudad Real. Manuel Calatayud Gil fue asesinado en la retaguardia republicana durante la guerra civil española. Uno de sus nietos, Carlos Calatayud Maldonado, fue senador independiente en 1977.

## Obras
- Flexión nominal latina (Alicante, 1879)
- Ortología latina (Alicante, 1879)
- Las lenguas muertas (Alicante, 1883)
- Gramática elemental de la lengua latina (Alicante, 1883)
- La cesación del trabajo en los días festivos (Barcelona, 1884)
- La sanción moral en la otra vida (traducción del francés)
- Origen del culto y festividad de la Inmaculada Concepción (traducción del latín)
- Observaciones sobre la pronunciación latina (1887)
- El culto externo (1889)
- Principios morales, políticos y sociales que han de servir de base al ejercicio de la libertad (Alicante, 1890)
- Influencia de la prensa periódica en la cultura é ilustración de los pueblos (Alicante, 1890)
- Necesidad del principado civil del romano pontífice (Alicante, 1890)[10]
- El carlismo y la patria (Valencia, 1892)[11]
- Método gradual de traducción latina (Valencia, 1894)
- La pobreza de Cervantes (Valencia, 1905)
- Gramática elemental de la lengua castellana (Valencia, 1906)
- Método gradual de traducción latina (Valencia, 1906)
- Poesía litúrgica o metro y ritmo de las composiciones poéticas contenida en el Breviario y misal romanos para uso de los seminarios (Valencia, 1909)